# La Victoria, Tlalixcoyan
La Victoria är en ort i Mexiko.   Den ligger i kommunen Tlalixcoyan och delstaten Veracruz, i den sydöstra delen av landet, 300 km öster om huvudstaden Mexico City. La Victoria ligger 16 meter över havet och antalet invånare är 124.
Terrängen runt La Victoria är mycket platt. Runt La Victoria är det ganska glesbefolkat, med 43 invånare per kvadratkilometer. Närmaste större samhälle är Tlalixcoyan, 2,6 km öster om La Victoria. Omgivningarna runt La Victoria är en mosaik av jordbruksmark och naturlig växtlighet.